# Testoni (azienda)
A.Testoni S.p.A. è un'azienda italiana del settore calzature e pelletteria.

## Storia
Il fondatore Amedeo Testoni inizia molto giovane a lavorare nel mondo della calzatura: prima come apprendista, poi come artigiano a domicilio. Nel 1929 apre una piccola bottega artigiana e a realizza il suo primo campionario. Dopo la Seconda Guerra Mondiale, il 10 settembre del 1947, Amedeo, la moglie Iole e il cugino Gino Gamberini acquistano per la produzione un immobile a Bologna, in Via dello Stallo 22.
Il 25 aprile 1954 Marisa Testoni, figlia di Amedeo e Iole, sposa Enzo Fini. I coniugi entrano in pieno nella vita dell'azienda della famiglia: Enzo Fini per la parte commerciale mentre Marisa Testoni si dedica alla creazione dei modelli.
Amedeo Testoni nel frattempo si dedica ai primi viaggi all'estero, attraversando le principali capitali europee, e partecipando nell'ottobre del 1955, alla Fiera Italo-Americana di Chicago. Nel 1957 l'aumento della produzione rende necessario un immobile più grande dove concentrare l'intera produzione. In questi anni, le redini dell'azienda passano definitivamente nelle mani di Enzo Fini e Marisa Testoni.
Gli anni '60 vedono la progressiva espansione del mercato in Europa e l'inizio di un'ulteriore diffusione del prodotto Testoni nei mercati americano e asiatico. Nel 1976 la produzione si sposta in provincia di Bologna, dove viene realizzato uno stabilimento all'avanguardia. Gli uffici vengono invece trasferiti nel palazzo di Piazza XX Settembre, nel centro di Bologna.
Alla fabbricazione di calzature da uomo si aggiunge anche quella di accessori per l'abbigliamento maschile. Si comincia a produrre anche la linea donna, che cresce rapidamente negli anni '70 e '80.
Analogo lo sviluppo della pelletteria: in questa fase si sperimenta per la prima volta la produzione di cinture abbinate alle calzature, insieme a borselli e cartelle maschili, borse da donna, ventiquattrore, valigie, portafogli e piccola pelletteria.
Il primo negozio monomarca "A.Testoni" apre nel luglio 1978 a Tolosa, in Francia e il secondo a Singapore, nel 1980.
Dopo aver attraversato un periodo di crisi, nel novembre 2018 la famiglia Fini decide di cedere il 100% dell'azienda a Sitoy Group di Hong Kong. Il gruppo cinese, quotato alla Borsa di Hong Kong, era già da tre anni partner della Testoni, creando tre negozi in Cina.
Nel 2019, a.Testoni possiede più di 40 punti vendita monomarca nel mondo e società commerciali interamente controllate in Asia, Europa e USA.

## Produzione
A.Testoni produce calzature e pelletteria per uomo e per donna.
Le caratteristiche produttive tipiche dell'azienda sono la lavorazione decorativa cosiddetta "a filettone" della tomaia e il fondo "a sacchetto" in fodera di capra.

## Riconoscimenti
- 2014 - "Cathay Pacific Hong Kong Special Award"
- 2014 - "Time-honored Panda"